# زنده ماندن در روستا
زنده ماندن در روستا (انگلیسی: Village Survival, The Eight؛‏ کره‌ای: 미추리 8–1000) یک ورایتی شوی محصول کره جنوبی است. فصل اول از ۶ نوامبر تا ۲۱ دسامبر ۲۰۱۸ از اس‌بی‌اس پخش شد. فصل دوم از ۱۵ فوریه تا ۲۲ مارس ۲۰۱۹ پخش شد.

## جوایز و نامزدی‌ها
| سال  | مراسم جوایز                   | دسته                  | نامزد/اثر     | نتیجه    | منابع       |
| ---- | ----------------------------- | --------------------- | ------------- | -------- | ----------- |
| ۲۰۱۸ | دوازدهمین جوایز سرگرمی اس‌بی‌اس | جایزه برترین (شو/تاک) | یانگ سه هیونگ | برنده    | [ ۳ ] [ ۴ ] |
| ۲۰۱۸ | دوازدهمین جوایز سرگرمی اس‌بی‌اس | جایزه تازه‌کار (زن)    | جنی           | نامزدشده | [ ۵ ]       |
| ۲۰۱۸ | دوازدهمین جوایز سرگرمی اس‌بی‌اس | جایزه تازه‌کار (مرد)   | سونگ کانگ     | نامزدشده | [ ۵ ]       |
| ۲۰۱۹ | سیزدهمین جوایز سرگرمی اس‌بی‌اس  | جایزه کارمند افتخاری  | یانگ سه هیونگ | برنده    | [ ۶ ]       |